# خون‌سازی

نمودار رشد سلول‌های خونی گوناگون از سلول‌های بنیادی خون‌ساز تا سلول‌های بالغ را نشان می‌دهد

هماتوپوئز (αἷμα) یا خون‌سازی به معنی ساخته شدن، تشکیل، رشد و بلوغ تمام اجزای خونی است. همه اجزای خون سلولی از سلول‌های بنیادی خون‌ساز مشتق شده‌اند. در یک فرد بالغ سالم، تقریباً ۱۰ به توان ۱۱ تا ۱۰ به توان ۱۲ سلول خونی جدید روزانه تولید می‌شود تا سطح حالت ثابت در گردش خون محیطی حفظ شود.
خون‌سازی در بی‌مهرگان در حفره‌ها و در خون، و در انسان و مهره‌داران در اندام‌های خونساز ویژه (مغز استخوان، طحال، غدد لنفاوی و سیستم رتیکولواندوتلیال) رخ می‌دهد. در مراحل نخستین رشد جنینی، سلول‌های خونی در مزانشیم جنین تشکیل می‌شوند. در اواخر دوره جنینی، کبد عضو اصلی خون‌ساز و در نهایت مغز استخوان می‌شود. در شرایط عادی، سلول‌های خونی پیوسته ایجاد و از بین می‌روند. به عنوان مثال، میانگین طول عمر گلبول‌های قرمز ۱۰۰ روز است، اما به دلیل خون‌سازی، شمار آنها در خون نسبتاً ثابت می‌ماند.